# Loekie van Maaren-van Balen
Louise Bernardina Maria (Loekie) van Maaren-van Balen (Wormerveer, 9 maart 1946) is een Nederlands oud-politica. Ze is landelijk bekend geworden als burgemeester van Leeuwarden.
Van Maaren begint haar carrière als opbouwwerkster. Van 1978 tot 1991 was Van Maaren gemeenteraadslid voor de PvdA in Haarlem, waarvan acht jaar als wethouder (1982-1990). In 1991 werd Van Maaren burgemeester van Weert.

## Leeuwarden
In februari 1999 werd Loekie van Maaren geïnstalleerd als burgemeester van Leeuwarden. Hoewel de sollicitatiecommissie de Weerter burgemeester helemaal zag zitten, oogstte ze al snel kritiek bij de gemeenteraad, wethouders en ambtenarij; Van Maaren zou geen leiderschap tonen, vergaderingen niet goed voorbereiden en chaotisch zijn. Specifieke kritiek kreeg ze te verduren, toen ze eerst een ambtenaar van de burgerlijke stand met gewetensbezwaren tegen het homohuwelijk ongemoeid wilde laten en enige tijd later door het vervangen van de gemeentesecretaris zonder de gemeenteraad hierin te kennen.
Tijdens het zomerreces van 2001 heeft Van Maaren (volgens de andere collegeleden zonder hun medeweten) de belastingafdeling van de gemeente laten doorlichten door een extern accountantskantoor. De resultaten waren vernietigend: Leeuwarden dreigde door allerlei fouten bijna 23 miljoen gulden aan OZB mis te lopen. De wethouders wilden het rapport geheimhouden. Van Maaren was het hier niet mee eens en lichtte commissaris van de Koningin Ed Nijpels in, die haar aanvankelijk steunde. Bij een bespreking van de OZB-affaire op 11 september 2001, bleek dat de wethouders wilden dat Van Maaren zou opstappen. Nijpels steunde nu de wethouders. De geheime onderhandelingen over een afvloeiingsregeling lekten op 15 oktober 2001 uit en op 19 oktober 2001 stapte ze officieel op. Het politieke debat over haar ontslag op 29 oktober 2001 heeft ze voortijdig verlaten om naar eigen zeggen een Beerenburg te gaan drinken.
In 2003 publiceerde ze het boek Hoezo Burgemeester (met als ondertitel Ervaringen van de burgemeester van Leeuwarden 1999 - 2001) over de in haar ogen gesloten bestuurscultuur van de gemeente. In 1997 schreef ze al eens het boek Te veel vrouw over haar periode in Haarlem.
Van Maaren is met haar echtgenoot terug naar Weert verhuisd. Het lidmaatschap van de PvdA heeft ze opgezegd.
- International Standard Name Identifier: 0000 0000 4831 1685
- Library of Congress Control Number: n2005003485
- Nederlandse Thesaurus van Auteursnamen: 074409611
- Virtual International Authority File: 19083485
- WorldCat: E39PBJwhtYTdppmD7Mtpg3XDbd